# Gorrión Supremo
El Gorrión Supremo es un personaje ficticio de la saga de literatura fantástica Canción de hielo y fuego del escritor George R.R. Martin. Su nombre real no es mencionado a lo largo de la obra, haciendo su primera aparición en el libro Festín de cuervos.
En la adaptación televisiva de HBO, el personaje del Gorrión Supremo posee mayor aparición que en la contraparte literaria, siendo interpretado por el actor Jonathan Pryce.

## Concepción y diseño
El Gorrión Supremo es presentado como el cabeza de la Fe de los Siete tras la muerte del anterior Septón Supremo.
El actor Jonathan Pryce, que interpreta al Gorrión Supremo en la adaptación televisiva Juego de tronos, describe así a su personaje:

Tengo que verle como alguien bueno. Cada vez que alguien me dice que el Gorrión Supremo es malo o le odian, yo les pregunto que por qué piensan que es malo. El Gorrión está entre personas que fueron malas y él las ha hecho buenas
Jonathan Pryce sobre su personaje

## Historia

### Festín de cuervos
En los capítulos dedicados a Brienne de Tarth se explica que el Gorrión Supremo había sido un septón que había viajado durante la Guerra de los Cinco Reyes de pueblo en pueblo ejerciendo las labores de septón y acudió a Desembarco del Rey cargando con huesos de septones y septas asesinados durante el conflicto.
Acorde a lo que se narra en el capítulo 17 dedicado a Cersei Lannister, durante el cónclave para elegir al nuevo Septón Supremo, un grupo de fanáticos de la Fe irrumpieron violentamente y obligaron a los Máximos Devotos a elegir al Gorrión Supremo como nueva cabeza de la Fe.
El Gorrión Supremo inicia su mandato vendiendo todas las posesiones y ornamentos de la Fe. A su vez, la reina Cersei le permite restaurar la Fe Militante a cambio de la bendición de la Fe al reinado de Tommen Baratheon. La Fe, ahora con una influencia incontrolable, decide arrestar a la reina Margaery Tyrell cuando un soldado llamado Osney Kettleblack afirma haberse acostado con ella. Sin embargo, este, bajo tortura, cambia su versión y afirma que con quien realmente se ha acostado es con Cersei y que asesinó al anterior Septón Supremo bajo sus órdenes.

### Danza de dragones
Ante la debilidad de las pruebas contra Margaery, el Gorrión Supremo accede a liberarla, pero no así a Cersei, la cual confiesa haberse acostado con los hermanos Kettleblack y con su primo Lancel Lannister (no confiesa pecados que podrían costarle la ejecución, como ordenar el asesinato del Septón Supremo o el incesto). Tras la confesión de Cersei, el Gorrión Supremo accede a dejarla libre, pero no sin antes someterla al «Paseo de la penitencia».
Mientras tanto, el Consejo Privado del rey Tommen se halla a disgusto, pues ahora la Fe es demasiado poderosa como para actuar contra ella.

## Adaptación televisiva

Jonathan Pryce interpreta al Gorrión Supremo

El personaje fue confirmado para aparecer en la quinta temporada
El Gorrión Supremo es introducido en el episodio Gorrión Supremo, cuando Cersei Lannister (Lena Headey) lo visita. Este hombre, que únicamente recibe el nombre de «Gorrión Supremo», dirige una comunidad de fanáticos religiosos que promulgan la Fe de los Siete sobre todo entre los más pobres. El Gorrión Supremo se gana el cariño del pueblo mediante sus abundantes obras de caridad.
El Gorrión Supremo visita a Cersei, la cual está dispuesta a ofrecerle el mando sobre la Fe y a restaurar la Fe Militante. A su vez, debido a que ansía deshacerse de la influencia de la Casa Tyrell, le revela la condición homosexual de Loras Tyrell (Finn Jones). El Gorrión interroga a Loras sobre la relación que mantenía con Renly Baratheon, la cual Loras niega. El Gorrión cuestiona entonces a la reina Margaery (Natalie Dormer) sobre si los rumores sobre su hermano son ciertos, lo cual ella deniega. Entonces, gracias a la declaración de un testigo que confiesa mantener una relación homosexual con Loras, el Gorrión Supremo ordena arrestar a Loras y Margaery, acusándolos de sodomía y perjurio respectivamente.
Olenna Tyrell (Diana Rigg) visita al Gorrión en el Gran Septo de Baelor, donde trata de sobornarlo y amenazarlo para que deje a sus nietos en libertad, pero el Gorrión se niega, afirmando que ambos serán sometidos a la «justicia de los dioses».

¿Alguna vez habéis labrado el campo Lady Olenna o habéis cosechado el grano? [...] toda una vida de riquezas y poder os ha dejado ciega de un ojo. Vosotros sois los pocos, nosotros los muchos... y cuando los muchos dejen de temer a los pocos...
Gorrión Supremo a Olenna Tyrell

La reina Cersei visita al Gorrión Supremo para conocer el destino de los prisioneros Tyrell. El Gorrión le revela un fortuito hecho; un joven acudió a él, revelándole toda una serie de acciones acerca de la propia Cersei, el cual resulta ser Lancel Lannister (Eugene Simon). Las septas del Gorrión toman como prisionera a Cersei y la encierran en una celda. Tras largo tiempo reclusa, Cersei decide confesar sus pecados ante el Gorrión Supremo, revelando que mantuvo relaciones extramatrimoniales con su primo Lancel, pero negando que mantenga una relación incestuosa con su hermano Jaime. El Gorrión afirma que será sometida a juicio para dilucidar la verdad, lo que culmina en el denominado «Camino de la penitencia».
En la sexta temporada, el rey Tommen Baratheon (Dean-Charles Chapman) está furioso por el trato que le ha dado a su madre y acude para permitir que deje libre a Cersei. El Gorrión consigue persuadir al joven Tommen de que la Fe está obrando en lo correcto y de mantener la penitencia sobre Cersei. Posteriormente, recibe a la reina Margaery, también mucho tiempo prisionera. El Gorrión le revela sus orígenes: antaño había sido un hombre adinerado, que tras mucho tiempo sin preocuparse por nada que no fuera aparentar tener una posición, se dio cuenta de que se estaba engañando a sí mismo, abandonó todas sus posesiones y se dedicó a predicar la Fe y dedicarse a los pobres.
Mientras todo eso ocurre, los Tyrell y los Lannister deciden aliarse para combatir al Gorrión y planean llevar un ejército hasta el Gran Septo de Baelor. Cuando el combate parecía inminente, el Gorrión revela que la Corona y la Fe vuelven a ser uno, mostrándose cómo el rey Tommen y la reina Margaery están de su lado.
En el último episodio de la sexta temporada llega el día del juicio de los Siete para las reinas Cersei y Margaery. Toda la corte y los miembros de la Fe Militante acuden al Gran Septo de Baelor para el juicio. Ser Loras Tyrell es el primero en ser juzgado, siendo la siguiente la reina Cersei, la cual, sin embargo, no se halla en el Gran Septo, al igual que el rey Tommen. La reina Margaery intuye que Cersei planea algo y advierte a todos que deben abandonar el Gran Septo de inmediato, a lo que el Gorrión Supremo se niega. En ese instante, una explosión sacude el Gran Septo de Baelor y sus alrededores, destruyendo todo a su paso y eliminando a todos los que se hallaban en el Gran Septo, incluyendo al Gorrión Supremo.